# 1742
Năm 1742 (số La Mã: MDCCXLII) là một năm thường bắt đầu vào thứ hai (liên kết sẽ hiển thị đầy đủ lịch) trong lịch Gregory (hoặc một năm thường bắt đầu vào thứ sáu của lịch Julius chậm hơn 11 ngày).